# Jun Suzuki (calciatore 1989)
Jun Suzuki (鈴木 惇?, Suzuki Jun; Fukuoka, 22 aprile 1989) è un ex calciatore giapponese, di ruolo centrocampista.